# 흑석동산성
흑석동산성(黑石洞山城)은 대전광역시 서구 봉곡동, 고무래봉에 있는 삼국시대의 산성이다. 1990년 5월 28일 대전광역시의 기념물 제15호로 지정되었다.

## 개요
대전광역시 서구 봉곡동 해발 197m의 고무래봉 정상에 있는 산성이다. 백제 때 산성으로 산봉우리를 둘러 쌓은 형태이며, 둘레는 470m에 달한다. 성벽은 자연석을 이용하였으며, 바깥쪽 벽만 돌로 쌓고 안쪽은 흙과 잡석을 채우는 방법으로 만들었다.
남벽은 해발 185m의 능선에 만들었고, 문터는 남문터만이 남아 있는데 그 폭은 2.8m 정도이다. 남벽은 서쪽 성벽 쪽으로 내려갔다가 다시 조금 올라온 뒤 꺾여져 북쪽 성벽으로 이어진다. 북쪽 성벽은 거의 일직선으로 올라가 정상까지 이르렀으며, 여기서 수직으로 꺾여져 이루어진 동쪽 성벽은 가파르게 내려와 남쪽성벽과 접하고 있다.
북쪽 성벽을 제외한 나머지의 안쪽에는 평탄한 지형이 있어 건물터였다고 여겨진다. 이곳에서 백제의 뚜껑접시(개배)를 비롯한 많은 토기편들이 흩어져 있고, 기와편들도 쉽게 발견할 수 있어 성의 사용시기를 알 수 있다.
이 산성은 남쪽을 제외한 3면이 두마천으로 둘러져 있고, 경사면이 급해서 대전에서 연산에 이르는 길목을 감시하기 위한 목적으로 쌓여졌다고 짐작된다.

## 같이 보기
- 고무래봉

## 참고 자료
- 흑석동산성 - 국가유산청 국가유산포털
- 흑석동산성 - 대전광역시 서구청